# Æðelwealh del Sussex
Æðelwealh del Sussex (scritto anche Æthelwealh, Aedilualch, Aethelwalch, Aþelwold, Æðelwold, Æþelwald, o Ethelwalch) (Sussex, ... – Sussex, 685) fu il primo re storico del Sussex, regno anglosassone dell'Inghilterra medievale. Si hanno notizie delle sue attività solo dopo il 660.
Nel 661 re Wulfhere di Mercia gli diede i territori del Meonware e Wihtgar in cambio della sua conversione al Cristianesimo: fu il primo sovrano cristiano del Sussex.  Sposò Eafe, figlia di Eanfrith dell'Hwicce. Nel 681, Æðelwealh diede le terre di Selsey a Wilfrid, vescovo esiliato di York, su cui fondare un'abazia.
Nel 685, Caedwalla, un principe del Wessex, invase e devastò il Sussex. Æðelwealh fu ucciso. Caedwalla fu scacciato dagli Ealdormen Berthun e Andhun, che assunsero l'effettivo governo del regno.